# Mohammad Boroujerdi
Mohammad Boroujerdi (en persan : محمد بروجردی), né en 1955 et mort le 22 mai 1983, est un commandant des Gardiens de la révolution islamique iranien pendant la guerre Iran-Irak. Il a joué un rôle clé dans la reprise du contrôle des territoires du Kurdistan par les forces iraniennes.

## Biographie

### Jeunesse
Boroujerdi est né dans le village « Darreh Gorg » du comté de Borujerd de parents agriculteurs. Le nom de la ville a alors été renommé en son honneur. La famille a vécu à Téhéran plusieurs années après la mort du père. Il travaillait comme tailleur et étudiait dans des écoles du soir. Boroujerdi a commencé à suivre des cours coraniques et théologiques à l'âge de 14 ans. Il s'est marié à 17 ans.

### Révolution iranienne
Boroujerdi a noué des liens avec le « Parti de la coalition islamique » avant la révolution iranienne et participait à leurs groupes d'études politiques et religieuses clandestins. Boroujerdi a fait face au service militaire obligatoire, mais il a déserté et s'est enfui vers la frontière Iran-Irak pour rencontrer Ruhollah Khomeini en Irak. Après avoir été capturé par la SAVAK et détenu pendant six mois, il a été contraint d'accomplir son service militaire. Sa mère raconte qu'elle les a vu le battre pendant son emprisonnement. Un camarade, "Hemmat" a raconté sa discorde avec les membres de l'OMPI en prison, le concernant lié à Fatwā. Après le service militaire il reprend ses activités politiques en contactant des révolutionnaires comme Mahdi Iraqi, et reproduire les déclarations et les cassettes audio de Khomeini chez lui à des fins de publication. Il croyait en la lutte armée contre les Pahlavis, c'est pourquoi il partit en Syrie en 1977 et contacta Moussa Sader et Mohammad Montazeri. Boroujerdi a perfectionné ses compétences militaires et partisanes dans les camps du Mouvement Amal. Il a quitté la Syrie pour le Liban et connaissait Mostafa Chamran. Après les premières grandes manifestations visant à renverser le Shah en janvier 1978, il mène des guérillas contre la monarchie en Iran,.

### Après la révolution
Boroujerdi a été responsable de la prison d'Evin pendant une courte période.

#### Kurdistan
Après le commandement de l'Imam Khomeini pour la répression des rébellions anti-révolutionnaires à l'aube de la révolution, Boroujerdi se rendit à Paveh . Il a aidé à briser le siège de la garnison de Sanandaj occupée par les guérilleros communistes et les partis fédéralistes, et il affronte des membres du parti fédéraliste kurde KDPI, les communistes de  l'Organisation des guérillas des fedayin du peuple iranien et du Peykar. Il a proposé la création des « Peshmergas musulmans du Kurdistan » et en a été l'initiateur et le commandant. Boroujerdi était également le commandant de AGIR au Kurdistan et a joué un rôle important dans la reconquête de Sardasht, Baneh et Piranshahr face aux membres du KDPI.

## Guerre Iran-Irak
En tant qu'un des commandants, il a évité la chute de "Sar Pol-e Zahab", organisé par l'armée de Saddam en octobre 1980. Bien que Boroujerdi ait servi principalement dans l'ouest de l'Iran, il a également été impliqué dans certaines campagnes militaires dans le sud; y compris l'opération Tarigh ol-Qods pour reconquérir Bostan et l'opération Fath-ol-Mobeen . Après le partage de l'AGIR, il est nommé commandant de sa septième zone ; qui comprenait les provinces de Hamedan, Kermanshah , du Kurdistan et d'Ilam. Il était également adjoint du siège de "Hamzeh Seyedo-Shohaha". Ses principaux protégés étaient : "Ahmad motavaselian", "Naser Kazemi" et "Mohammad Ebrahim Hemmat". Boroujerdi a été tué (en martyr en Iran) par une mine terrestre sur la route Mahabad - Naqadeh. Ses camarades ont parlé de sa gentillesse, de son traitement équitable envers les gens, de sa foi et de son endurance. Boroujderi a eu 2 enfants.